# Селен (Даларна)
Сѐлен (на шведски: Sälen, в превод „тюленът“) е малък шведски град в провинция Даларна, близо до границата с Норвегия. Той е известен със ски-пистите си и като стартова точка на ски-маратона Васалопет.

## География
Разположен е на левия бряг в горното течение на река Вестердалелвен, в община Малунг, на 65 km на северозапад от общинския център Малунг. Населението му е 765 жители, по приблизителна оценка от декември 2017 г.

## История
Селото е основано през Средновековието.

## Туризъм
В околностите има 7 съоръжения за зимни спортове. Най-големи и най-известни са Линдвален-Хьогфелет (Lindvallen/Högfjället) и Тандодален-Хундфелет (Tandådalen/Hundfjället).
Има също съоръжения за забавление на деца – фигурата на снежния човек на върха Густавбакен (Gustavbackens topp) и гората на троловете в Хундфелет.